# Coupe d'Afrique des nations de football des moins de 23 ans 2015
Navigation
CAN 2011 CAN 2019
La Coupe d'Afrique des nations des moins de 23 ans 2015 est la deuxième édition de la Coupe d'Afrique des nations des moins de 23 ans, organisée par la Confédération africaine de football (CAF).
Cette édition qui se déroule du 28 novembre au 12 décembre 2015 au Sénégal, est disputée par huit nations. Les trois premières équipes se qualifient pour les Jeux olympiques d'été de 2016.

## Organisation

### Désignation du pays hôte
Le tournoi était initialement prévu en République démocratique du Congo entre le 5 et le 19 décembre 2015, mais plus tard la Confédération africaine de football a décidé de changer l'organisateur sans dévoiler les raisons de cette délocalisation.
Après quelques mois il s'est avéré que c'est l’ampleur des travaux nécessaires qui inquiète. Le Sénégal a accepté de remplacer la RD Congo pour organiser cette coupe d'Afrique.

### Sites retenus
Dakar et Mbour sont choisies comme sites principaux de la compétition.